# چشمه خانی سفلی
چشمه خانی پایین (سفلی) روستایی از توابع بخش خاوه جنوبی شهرستان دلفان استان لرستان ایران است.

## مشخصات جغرافیایی
این روستا که در دشت خاوه واقع شده‌است از سمت شرق به زاگرس میانی و کوه گرین از شمال به دشت خاوه و جاده نورآباد به نهاوند، از غرب به دشت وسیع خاوه و جاده الفسانه واز جنوب به روستاهای جعفر بیگی علیا وسفلی منتهی می‌گردد. ارتفاع آن از سطح دریا ۱۹۸۷ متر و فاصله آن تا مرکز استان(خرم‌آباد) ۹۳ کیلومتر و تا شهر نورآباد ۲۴ کیلومتر و تا شهرستان نهاوند ۳۹ کیلومتر می‌باشد.

## جمعیت و آب و هوا
روستای چشمه خانی پایین دارای آب و هوای کوهستانی وخنک می‌باشد و جمعیت آن برابر سرشماری نفوس و مسکن سال ۱۳۹۵ دارای ۱۲۳ نفر و تعداد ۴۲ خانوار می‌باشد و اکثرت روستاییان با زبان لکی تکلم می‌کنند.

## اقتصاد
ساکنان آن به کشاورزی و دامپروری و مشاغل آزاد و دولتی مشغول می‌باشند. این روستا دارای ۲۰۰ هکتار زمین زراعی حاصلخیز مرغوب آبی می‌باشد که از این مقدار حدود ۴۰ هکتار به سطح زیر کشت باغات گردو، سیب، هلو، گیلاس، آلو و زردآلو اختصاص دارد و محصولات کشاورزی آن گندم، جو، شبدر، یونجه، چغندر، گشنیز، لوبیا وصیفی جات می‌باشند. وجود چشمه‌های زلزله، کیه نی کموله، چال کل، آب دوغ و کیه نی خونی (کیه نی=چشمه)(خونی=خان) چشمه خانی که نام روستا برگرفته از این چشمه یعنی چشمه خانی که بعدها به دوروستای چشمه خانی پایین وبالا تبدیل شده‌است گرفته شده‌است در تأمین آب شرب و کشاورزی و آب و هوای خنک کوهستانی و مناظر طبیعی و بکر این روستا را به نگین خاوه و استان تبدیل نموده وهرساله در ایام بهار و تابستان شاهد مسافرت خیل عظیمی از استانها و شهرهای مجاور به این روستاو منطقه مخصوصاً زوار امام زاده ابراهیم (بابای بزرگ) از شهرهای بروجرد، ملایر، نهاوند، تویسرکان، درود واراک می باشدو مورد استقبال اهالی روستا قرار می‌گیرند و لازم است ذکر شود این روستا به علت موقعیت جغرافیایی و طبیعی ودیدنی در سال ۱۳۹۱توسط سازمان میراث فرهنگی به عنوان روستای گردشگری و توریستی ثبت گردیده‌است.

## جمعیت
این روستا در دهستان خاوه جنوبی قرار دارد و براساس سرشماری مرکز آمار ایران در سال ۱۳۸۵، جمعیت آن ۴۳ نفر (۱۰خانوار) بوده‌است.